# Portopia Renzoku Satsujin Jiken
Portopia Renzoku Satsujin Jiken  (ポートピア連続殺人事件?, Pōtopia Renzoku Satsujin Jiken), anche noto come The Portopia Serial Murder Case, è un videogioco d'avventura pubblicato nel 1983 da Enix. Ideato da Yūji Horii, è stato originariamente distribuito per NEC PC-6001 e successivamente convertito per diversi home computer e per Nintendo Entertainment System. Del videogioco sono state inoltre realizzate alcune versioni per cellulari.
In Portopia, il giocatore deve risolvere un misterioso caso di omicidio, ricercando indizi, esplorando diverse aree, interagendo con svariati personaggi, procendendo fino a scoprire il colpevole del delitto. Rilasciato ufficialmente solo in Giappone, il gioco è stato un successo, venendo molto apprezzato e considerato nel tempo uno dei precursori del genere visual novel.

## Trama
La trama del gioco si ambienta principalmente nella città giapponese di Kōbe, ed occasionalmente a Kyoto e Sumoto. Kouzou Yamakawa, un usuraio, viene trovato morto dalla sua segretaria, Fumie Sawaki, all'interno di una stanza chiusa a chiave nella sua villa. Alcuni indizi sembrano indicare che Kouzou si sia pugnalato da solo, tuttavia la polizia manda un investigatore a indagare sulla faccenda.
L'agente incaricato del caso è senza nome, senza volto, non parla e viene interpretato dal giocatore. Lavora con il suo assistente, Yasuhiko Mano, che è colui che parla ed esegue la maggior parte dei comandi del giocatore. Tra gli altri personaggi vi sono Yukiko, figlia di un uomo di nome Hirata, e Toshiyuki, il nipote ed erede del signor Kouzou.

## Modalità di gioco

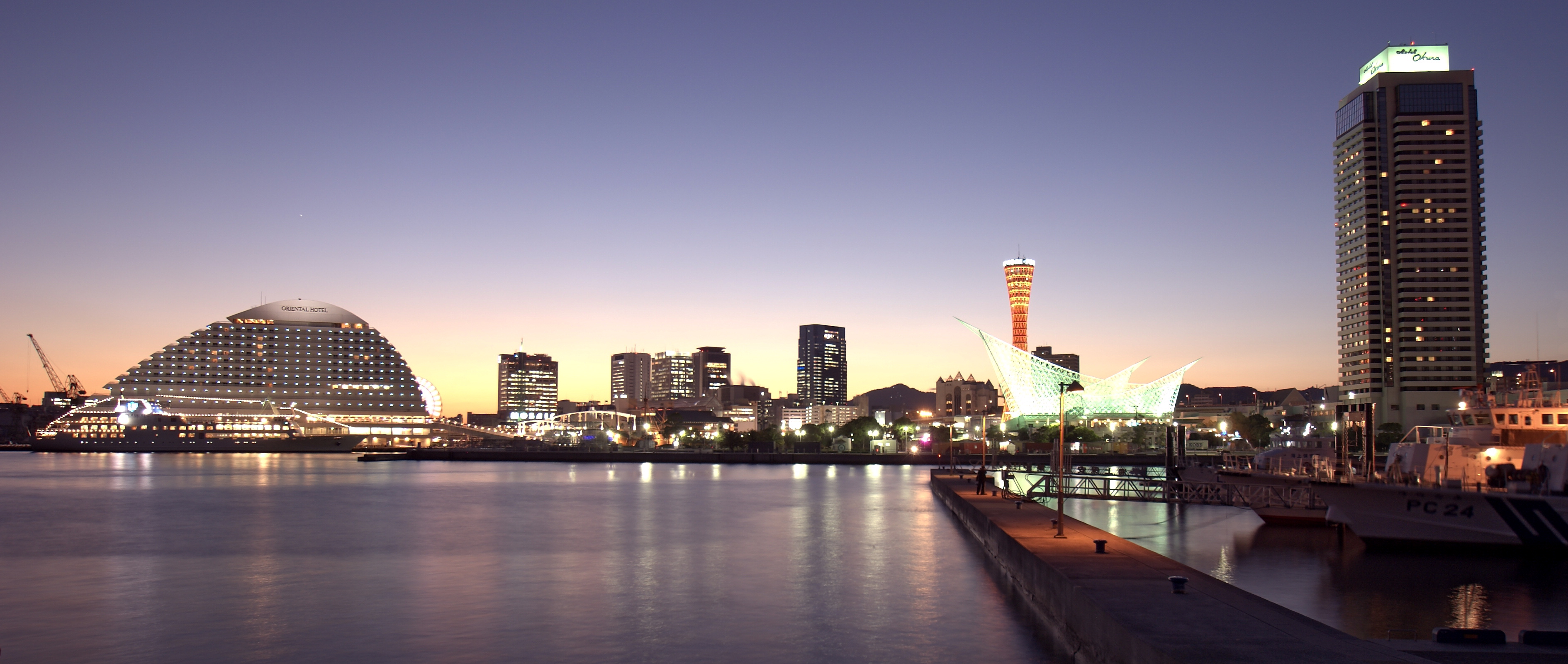
Kōbe, città giapponese nella prefettura di Hyōgo, dove si ambienta il gioco

Portopia è un videogioco che segue una prospettiva di narrazione in prima persona. I vari eventi sono descritti con immagini fisse e messaggi di testo a schermo. Il giocatore interagisce con il gioco utilizzando una interfaccia di parsing che analizza la digitazione di comandi con la tastiera organizzati per nome o verbo. Trovare l'esatta parola per proseguire è considerato parte degli enigmi che devono essere risolti. Nel gioco sono presenti effetti audio, tuttavia manca una colonna sonora e una funzione di salvataggio. Portopia è dotato di un sistema di conversazione ramificato ad albero, in cui la storia si sviluppa attraverso l'immissione delle parole chiave e ricevendo risposte, diramante all'assistente dell'investigatore, da parte di un dato personaggio non giocante.
Il gioco consente di raggiungere gli obiettivi in modi diversi, tra l'altro durante l'avventura è possibile spostarsi anche in altre 2 aree oltre a quella di Kōbe. Le diverse scelte determinano i risultati nei dialoghi e il modo in cui gli eventi si verificano, nonché gli esiti alternativi a seconda di chi, tra i sospettati, il giocatore identifica come il colpevole. Ovviamente, solo uno dei personaggi è il vero colpevole, mentre gli altri occorrono solo come false piste, se il giocatore infatti chiude il caso con il colpevole sbagliato, allora incorrerà nelle critiche del commissario di polizia e dovrà aprire nuovamente il caso. Il gioco consente anche l'uso di un telefono per comporre manualmente un numero qualsiasi, strumento necessario per contattare diversi personaggi non giocanti. Il gioco possiede anche un inventario che richiede la collezione ed esaminazione di oggetti, che possono essere utilizzati, quando possibile, come prove.
Essendo il Nintendo Entertainment System sprovvisto di tastiera, la versione del gioco per questa console sostituisce il parsing con un elenco preimpostato di quattordici comandi selezionabili con il gamepad. Uno di questi comandi permette al giocatore di usare la croce direzionale per spostare un cursore sullo schermo, al fine di cercare indizi, in modo simile ad una avventura grafica. La versione per NES permette anche di utilizzare il puntatore come una lente di ingrandimento per investigare meglio sugli oggetti, allo scopo di trovare indizi nascosti oppure usare un martello per colpire qualcosa, o un pugno per colpire qualcuno, con possibilità di minacciare i sospetti durante gli interrogatori. A questa versione per console sono state aggiunte più sequenze di gioco, tra cui un dungeon labirintico sotterraneo, ispirato dal videogioco di ruolo Wizardry: Proving Grounds of the Mad Overlord.

## Sviluppo e pubblicazioni

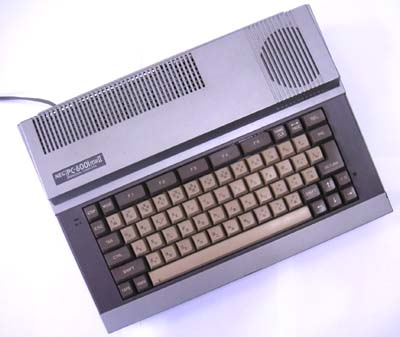
NEC PC-6001, la piattaforma madre del gioco

Il gioco è stato ideato da Yūji Horii intorno al 1981, quando aveva 27 anni, poco dopo aver comprato il suo primo home computer, e aver imparato a programmarlo modificando altri giochi. A quel tempo, Horii lesse un articolo di una rivista PC su un genere chiamato "giochi di avventura" negli Stati Uniti d'America, dunque notò la mancanza di giochi di quel tipo nel mercato giapponese e decise di crearne uno egli stesso, un gioco in cui «la storia si sarebbe sviluppata attraverso un inserimento di comandi, ottenendo una determinata risposta ad essi». Iniziò così lo sviluppo di Portopia, utilizzando il linguaggio di programmazione BASIC.
A seguito del primo rilascio del gioco nel 1983, il gioco è stato convertito per vari home computer giapponesi. La versione per NES fu poi rilasciata nel 1985, divenendo il primo gioco di avventura ad essere pubblicato su quella piattaforma; inoltre questa versione vide per la prima volta Yūji Horii e Koichi Nakamura di Chunsoft, lavorare insieme, prima di un'altra storica collaborazione che vedrà i due impegnati nella creazione di Dragon Quest. Ai suoi tempi, il gioco non è mai arrivato nella civiltà occidentale, in gran parte a causa dei suoi contenuti adulti, con tematiche che coinvolgono l'omicidio, il suicidio, l'evasione fiscale e il fallimento, oltre che violenza e droga. La mancata pubblicazione in occidente ha spinto la pratica del ROM hacking, unico modo però di tradurre il gioco in lingua inglese, nella sua versione per NES, grazie al rilascio di una traduzione non ufficiale ad opera del noto gruppo DvD Translations.
Il gioco è stato pubblicato su telefono cellulare nel 2003, dall'operatore telefonico KDDI e poi Yahoo! Keitai. Questa versione è dotata di comandi simili alla versione per NES, inoltre è dotata di grafica migliorata e funzione di salvataggio, seppure manca il cursore a movimento libero. Gli stessi servizi hanno poi ripubblicato il gioco nel 2005 e 2006; questa seconda versione per cellulari possiede una qualità grafica ulteriormente migliorata, e presenta una inedita colonna sonora, oltre a un bonus ottenuto dopo aver completato il gioco e un'opzione di suggerimento per procedere nella trama –  che però annulla il bonus ottenibile se viene utilizzata troppo spesso.

## Accoglienza ed eredità

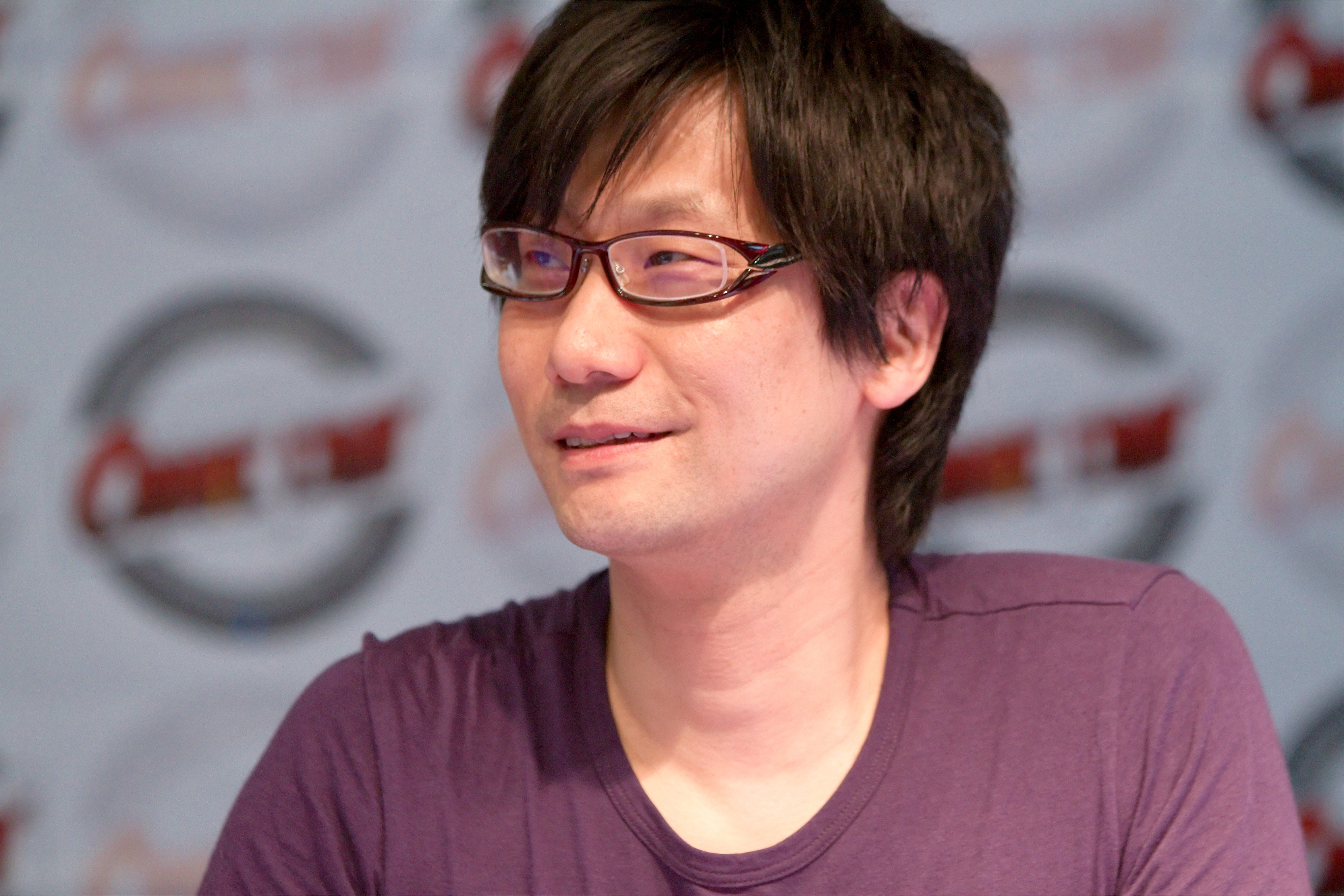
Il celebre game director Hideo Kojima ha citato il gioco come una grande fonte di ispirazione

Il gioco è stato ben accolto in Giappone, apprezzato per il gameplay diversificato che consente di raggiungere i propri obiettivi in diversi modi, oltre che per la sua trama ben raccontata ed il colpo di scena finale. La stampa specializzata giapponese lo ha descritto come «un gioco senza game over perché non vi è tecnicamente alcun modo di perdere». Secondo Square Enix, il gioco è la prima vera avventura videoludica, basata su una vera investigazione.
Nel 2000, Portopia venne votato 19° tra i 30 migliori giochi per Nintendo Entertainment System, il sondaggio è stato condotto dal Tokyo Photographic Art Museum, come parte della sua mostra denominata "Level X". La versione per NES, del gioco, ha venduto 700 000 copie.
Assieme a Super Mario Bros., Portopia ha ispirato il celebre game director Hideo Kojima (creatore della serie Metal Gear) ad entrare nel mondo dei videogiochi; Kojima ha infatti elogiato Portopia per la sua dose di mistero, dramma, umorismo, e la capacità nel rendere credibile la spiegazione dietro le motivazioni dell'assassino, ampliando grazie a tutte le sue qualità le potenzialità dei videogiochi. Lo stesso Kojima ha inserito riferimenti diretti al gioco, nei suoi due ultimi progetti alla Konami, Metal Gear Solid V: Ground Zeroes e Metal Gear Solid V: The Phantom Pain.
Il webzine Retrogaming Times Monthly ha comparato il gioco all'avventura grafica Shadowgate per Macintosh 512K, in cui il giocatore deve esaminare e raccogliere oggetti per poi trovare loro un vero scopo proseguendo l'avventura, ed ha consigliato Portopia agli appassionati di «giochi dal ritmo più lento e che richiedono di pensare e risolvere enigmi». John Szczepaniak di Retro Gamer ha definito il gioco "semplice", ma ha elogiato il suo ritmo e la qualità della scrittura, ritenendo il gameplay e la trama sofisticate nell'ottica del suo tempo.
È stato ritenuto inoltre "uno dei giochi più influenti del suo tipo" e responsabile della definizione del genere visual novel, spesso equiparandolo con il ruolo che Super Mario Bros., Tetris e Street Fighter hanno avuto nel definire i propri rispettivi generi. Molti elementi di Portopia si trovano infatti in titoli successivi come Snatcher – non a caso ideato da Hideo Kojima – Nine Hours, Nine Persons, Nine Doors e Déjà Vu.